# Stagg Field

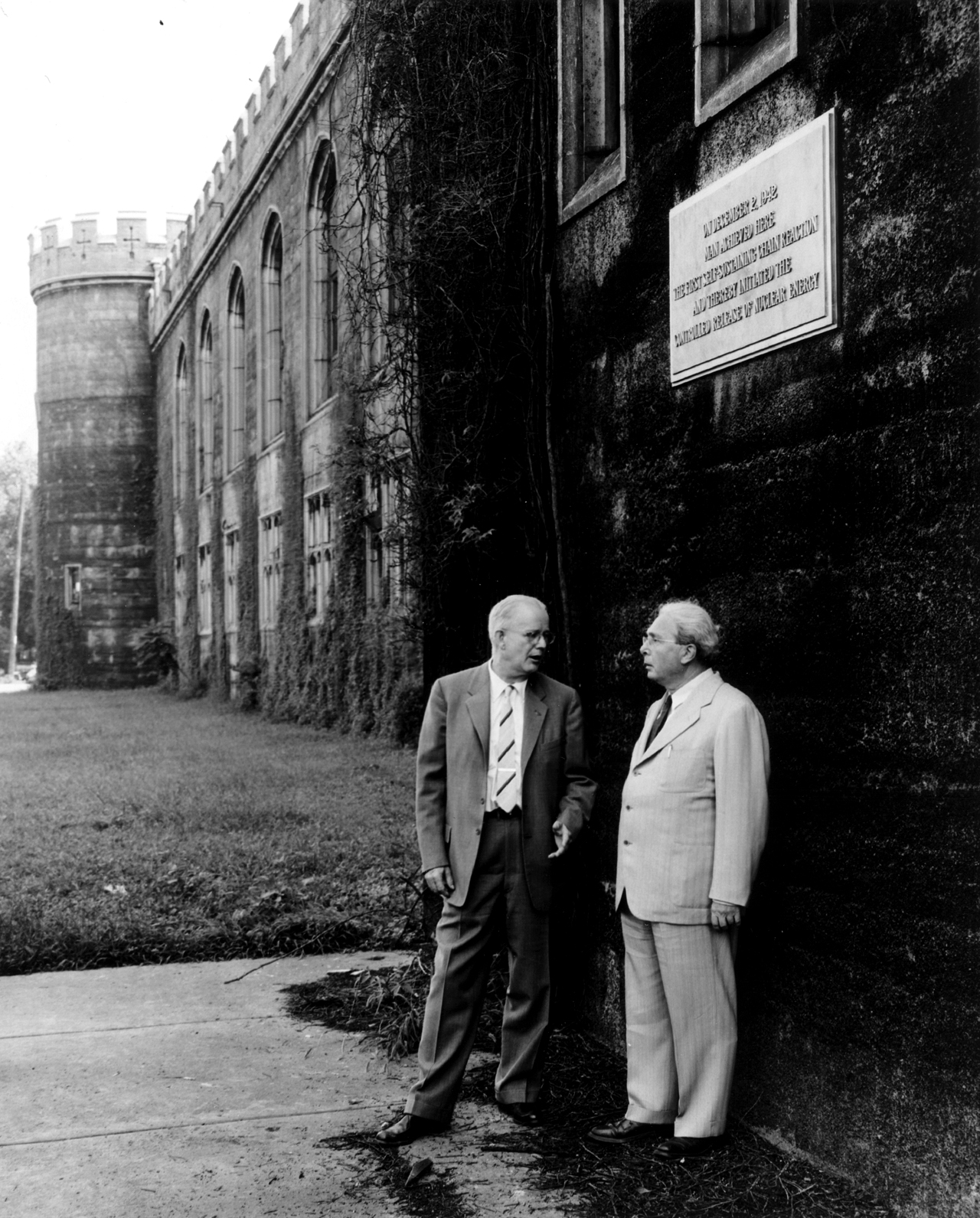
Вчені Met Lab Лео Сілард (праворуч) і Норман Гілберрі під меморіальною дошкою CP-1 на західних трибунах Старого Stagg Field

Amos Alonzo Stagg Field — назва двох послідовних футбольних полів для Чиказького університету. Окрім спорту, перший Stagg Field (1893—1957) запам'ятався своєю роллю у знаковому науковому досягненні Енріко Фермі та Металургійної лабораторії під час Манхеттенського проєкту. 18 лютого 1965 року місце першої штучної ланцюгової ядерної реакції, яка сталася на західній оглядовій трибуні поля, було визнано пам'яткою національної історії. 15 жовтня 1966 року, тобто в день, коли було прийнято Національний закон про збереження історичних пам'яток 1966 року, який створив Національний реєстр історичних місць, він також був доданий до нього. 27 жовтня 1971 року це місце було названо пам'яткою Чикаго.
Скульптура Генрі Мура «Ядерна енергія» у невеликому чотирикутнику вшановує місце проведення ядерного експерименту. Університетське нинішнє поле Stagg Field розташоване за кілька кварталів звідси та використовує одні з оригінальних воріт.

## Перша ланцюгова ядерна реакція
Чиказька дровітня-1, перший у світі штучний ядерний реактор, був побудований на корті для сквошу під західними трибунами Stagg Field, який на той час вже не використовувався для футболу. Перша самопідтримувана ланцюгова ядерна реакція, створена людиною, сталася 2 грудня 1942 року.

## Спортивний майданчик

### Перший Stagg Field
Перший Stagg Field був стадіоном Чиказького університету в Чикаго. В основному він використовувався для ігор студентського футболу та був домашнім полем Maroons. Stagg Field спочатку був відкритий у 1893 році як Marshall Field, названий на честь Маршалла Філда, який пожертвував землю університету для будівництва стадіону. У 1913 році поле було перейменовано на Stagg Field на честь відомого тренера Амоса Алонзо Стегга. Кінцева місткість стадіону, після кількох розширень, становила 50 000 місць. Університет Чикаго припинив свою футбольну програму після 1939 року та покинув конференцію Великої десятки у 1946 році. Стадіон було знесено в 1957 році, і більша частина території стадіону була використана як місце для бібліотеки Регенштайна.

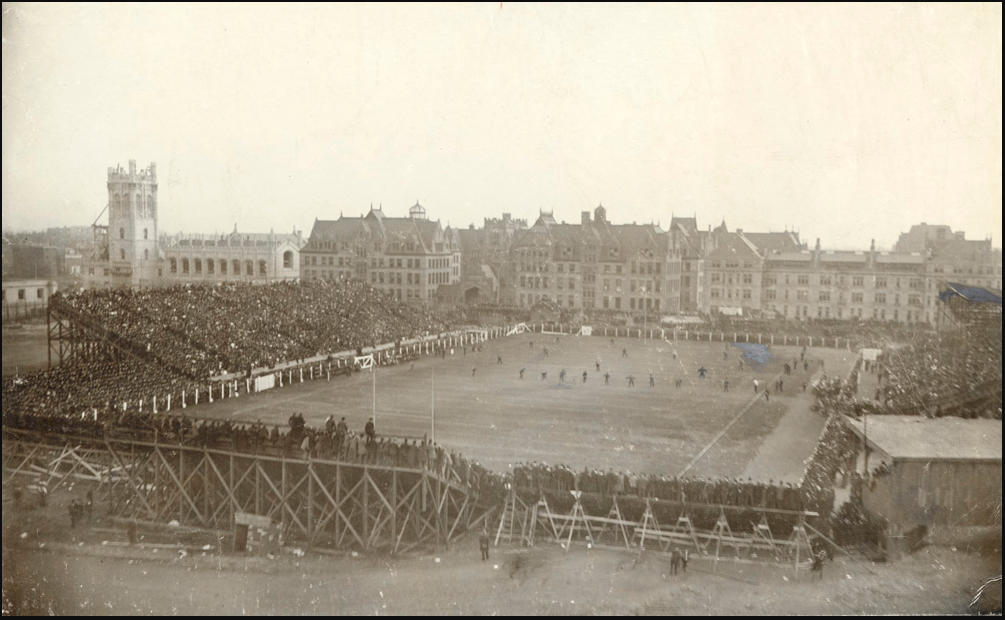
Stagg Field (тоді називався Marshall Field) приблизно в 1900 році до будівництва постійного стадіону. Примітка: гімназія Бартлетт ще не була зведена на момент цієї фотографії.

### Новий Stagg Field

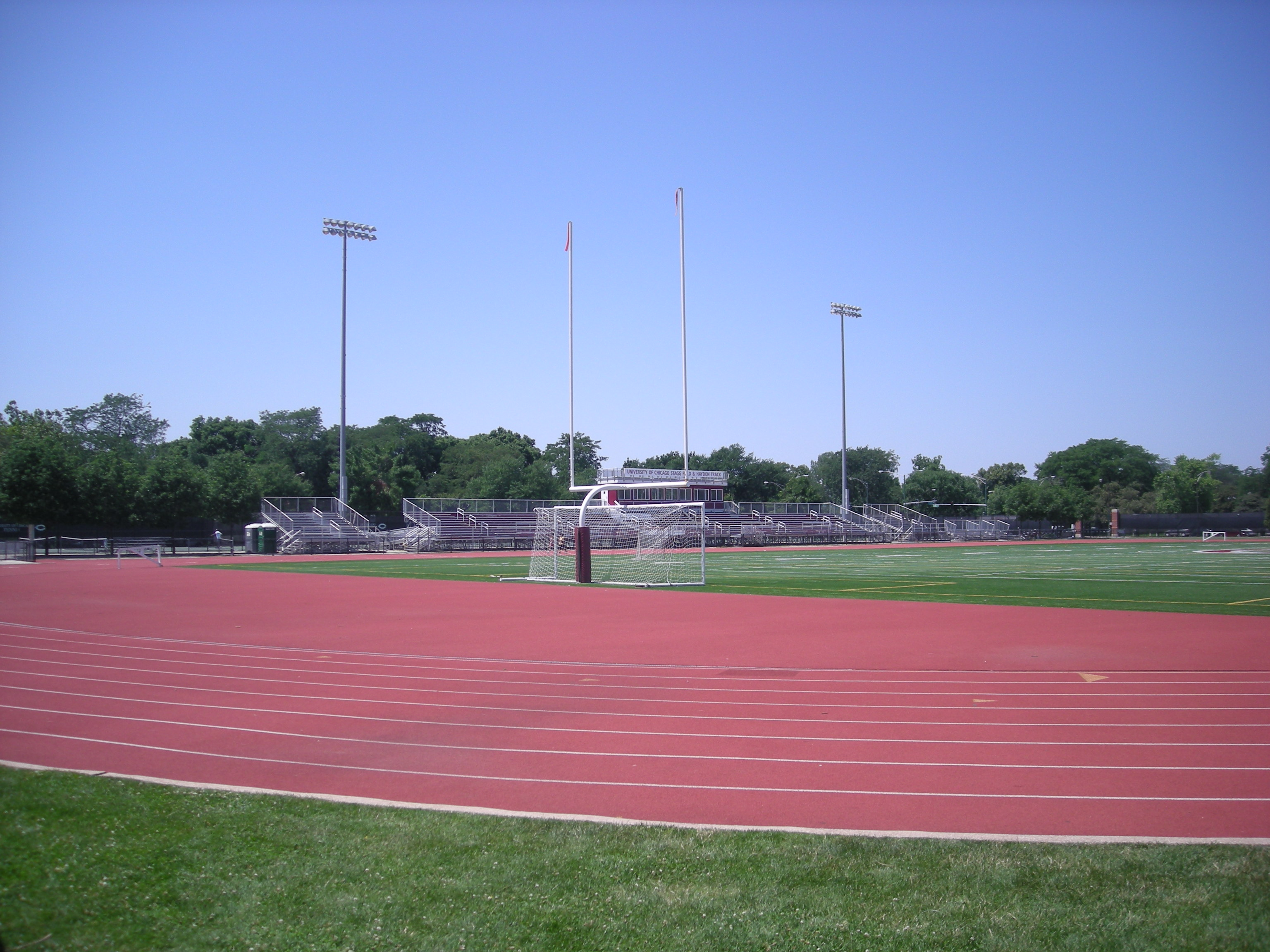
Stagg Field у 2013 році

Нинішній Stagg Field — це спортивне поле, розташоване в кількох кварталах на північний захід, яке зберегло назву Stagg Field, а також перенесені ворота з оригінального об'єкта. Нинішня футбольна команда Дивізіону III школи використовує нове поле як свій дім. Він також є домом для футбольних команд Chicago Maroons, софтболу та команд на відкритому повітрі. Stagg Field має місткість 1650 місць, а ігрове покриття виготовлено з FieldTurf.